# Martin Evans
Sir Martin John Evans (rođen 1. siječnja 1941.) je britanski znanstvenik, koji je 2007.g. podijelio Nobelovu nagradu za fiziologiju ili medicinu zajedno s Mariom Cappecchijem i Oliverom Smithiesom za njihova otkrića načela uvođenja specifičnih genetičkih modifikacija kod miševa pomoću embrijskih matičnih stanica. Godine 2009. dobio je za svoj rad priznanje britanskog Kraljevskog društva za znanstvenike, Copleyevu medalju.